# Macierz Słowacka
Macierz Słowacka (słow. Matica slovenská) – słowacka narodowa organizacja kulturalno-oświatowa powstała w roku 1863 z siedzibą w miejscowości Turčiansky Svätý Martin.
Obecnie posiada 505 dyscyplin terenowych, 15 dziedzin naukowych i zainteresowań oraz 240 zespołów folklorystycznych.
Macierz Słowacka jest najstarszą słowacką narodową organizacją kulturalno-naukową. Siedzibą Macierzy Słowackiej jest miasto Martin, które w drugiej połowie XIX w. stało się centrum kultury narodowej Słowaków. W tym mieście powstała w 1863 roku Macierz Słowacka, a w 1919 roku została reaktywowana. Macierz Słowacka jest osobą prawną. Swoje jednostki organizacyjne tworzy na terenie Republiki Słowackiej, jak również za granicą. Pozycję i działalność Macierzy Słowackiej reguluje ustawa Rady Narodowej Republiki Słowackiej z dnia 11 marca 1997 r. o Macierzy Słowackiej z późniejszymi zmianami (Dz. U. RS Nr 68/1997) oraz Statut Macierzy Słowackiej.

## Zadania

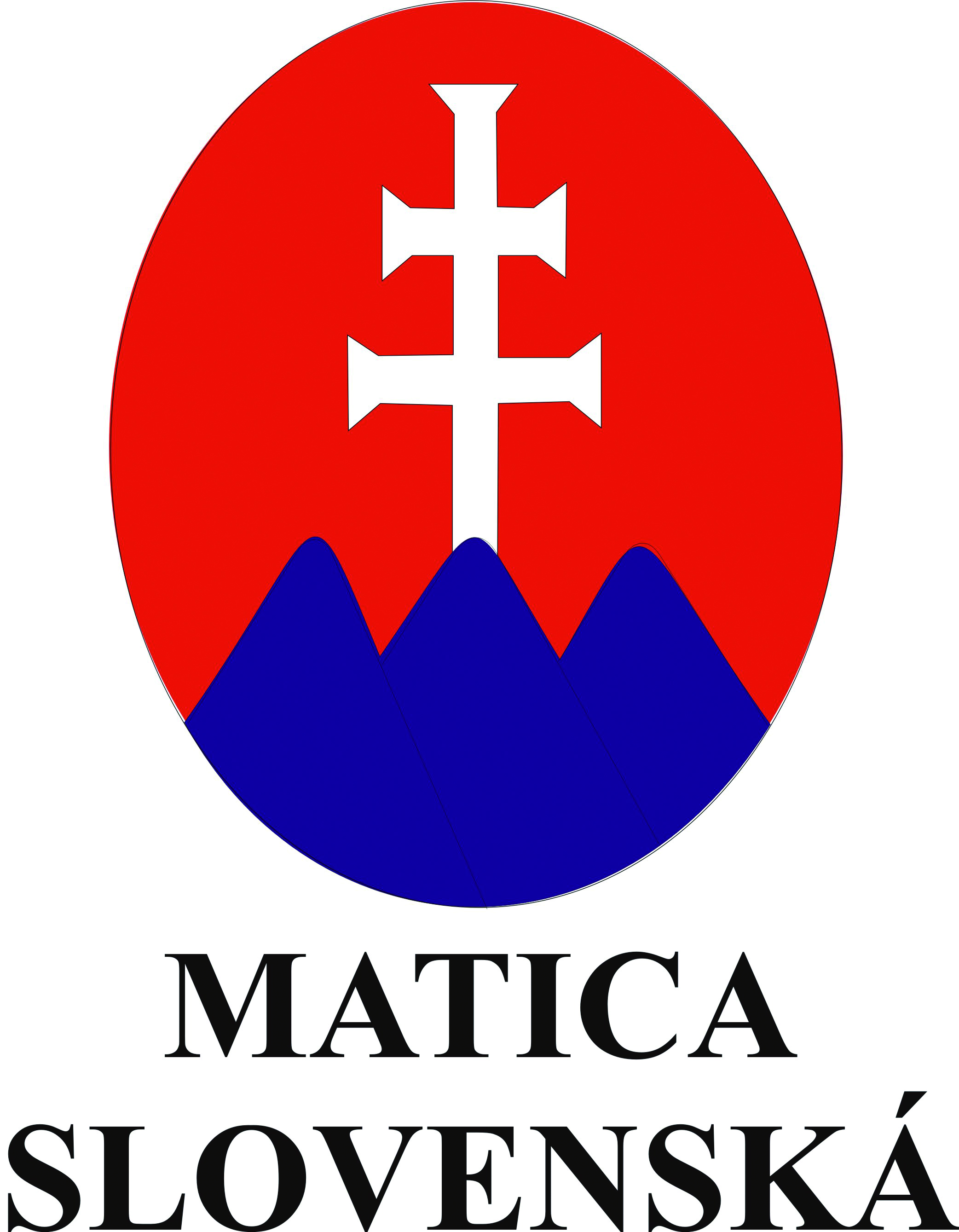
Macierz Słowacka znak

Do głównych zadań powierzonych Macierzy Słowackiej przez państwo i określonych w ustawie o Macierzy Słowackiej należą w szczególności: wzmacnianie słowackiego patriotyzmu; pobudzanie pozytywnego stosunku do państwowości słowackiej; prowadzenie podstawowych badań w dziedzinie słowacystyki; uczestniczenie w rozwoju kultury lokalnej i regionalnej; praca z młodzieżą, w szczególności w duchu rozwoju wartości narodowych, moralnych i demokratycznych; wspieranie rozwoju tożsamości narodowej Słowaków na zmieszanych językowo obszarach Republiki Słowackiej; wzmacnianie relacji kulturowych mniejszości narodowych i grup etnicznych na terytorium Republiki Słowackiej ze słowacką kulturą narodową; współpraca z twórcami i sympatykami słowackiej kultury i nauki za granicą; wspieranie promocji Republiki Słowackiej za granicą poprzez tworzenie własnych ośrodków informacyjnych i kulturalnych; rozwijanie kontaktów z europejskimi oraz światowymi organizacjami działającymi w sferze kultury, tożsamości narodowej, życia intelektualnego i ochrony wartości humanistycznych; tworzenie w kraju oraz za granicą fundacji i funduszy wspierających życie narodowe i kulturalne Słowaków oraz nagradzanie najważniejszych twórców z określonych dziedzin działalności twórczej; współpraca z organami państwowymi i organami samorządu terytorialnego w zakresie rozwoju kultury i życia społecznego; wydawanie oryginalnych dzieł słowackich z zakresu literatury pięknej, prac naukowych, edukacyjnych oraz popularnonaukowych, publicystyki i dziennikarstwa; promowanie słowackiej historii, kultury i osobistości poprzez emisję oryginalnych dokumentów audio-wizualnych, a także poprzez produkcję kalejdoskopów oraz informatorów kulturalnych o działalności Macierzy Słowackiej i ich popularyzacja za pośrednictwem mediów elektronicznych oraz serwisów internetowych; współpraca przy tworzeniu podręczników oraz tekstów do podręczników niektórych przedmiotów nauk społecznych dla szkół podstawowych i średnich na podstawie powierzenia Ministerstwa Edukacji Republiki Słowackiej. Macierz Słowacka jest organizacją pożytku publicznego. Funkcjonuje jako instytucja narodowa, niezależna, ponadpartyjna, ponad wyznaniowa, naukowa i kulturalna.

## Dzień Macierzy Słowackiej
4 sierpnia na Słowacji jest obchodzony Dzień Macierzy Słowackiej. Upamiętnia on powstanie 4 sierpnia 1863 roku Macierzy Słowackiej (Slovenská matica).

## Placówki Macierzy Słowackiej
- Archiwum Macierzy Słowackiej
- Centrum Członkowskie Macierzy Słowackiej
- Dział Finansowo-Ekonomiczny Macierzy Słowackiej
- Centrum Informacyjne Macierzy Słowackiej
- Muzeum Krajańskie Macierzy Słowackiej
- Ośrodki Regionalne Macierzy Słowackiej (Domy Macierzy Słowackiej oraz Ośrodki Regionalne Macierzy Słowackiej)
- Wypożyczalnia Kostiumów i Strojów Macierzy Słowackiej
- Redakcja Słowackiej Gazety Narodowej (Slovenské národné noviny)
- Redakcja czasopisma Słowackie Poglądy (Slovenské pohľady)
- Sekretariat przewodniczącego oraz dyrektora zarządzającego Macierzy Słowackiej
- Słowacki Instytut Historyczny Macierzy Słowackiej
- Słowacki Instytut Literacki Macierzy Słowackiej
- Ośrodek Stosunków Narodowych Macierzy Słowackiej
- Dział Techniczno-Inwestycyjny Macierzy Słowackiej
- Centrum Badawcze Macierzy Słowackiej
- Wydawnictwo Macierzy Słowackiej

## Budynki
W latach 1864–1865 z datków społecznych zbudowano budynek według projektu Jána Nepomuka Bobuli. Obecnie mieści się w nim Słowackie Narodowe Muzeum Literatury. Po likwidacji organizacji w 1875 roku został odebrany i umieszczono w nim biura urzędów państwowych. Został on zwrócony Macierzy w 1919 roku, ale ponieważ był zbyt ciasny, a część pomieszczeń było zajętych, podjęto decyzję o jego sprzedaży. W 1924 roku po sprzedaniu budynku ogłoszono konkurs na projekt nowego. Drugi budynek powstał w latach 1924–1926 według projektu Jána Palkoviča. Miał on powierzchnię 1737 m². Otwarcie miało miejsce w sierpniu 1926 roku. We wschodnim skrzydle budynku zaprojektowano tymczasowe mieszkania dla pracowników, a w zachodnim skrzydle, na parterze i w piwnicach, pomieszczenia biblioteki. Dzisiaj, gdy budynek jest siedzibą Macierzy, w pomieszczeniach tych mieści się archiwum organizacji. Budynek w 1964 roku został wpisany do rejestru zabytków. Przed budynkiem ustawiono pomnik Matica slovenská autorstwa Jána Kulicha.
W latach 1963–1975 powstał kolejny budynek, który obecnie jest siedzibą Słowackiej Biblioteki Narodowej. Do 2005 roku mieściła się w nim siedziba Macierzy Słowackiej.

### Pierwszy budynek Macierzy Słowackiej
Budowę pierwszego, historycznego budynku siedziby Macierzy Słowackiej, który nazwano mienem Narodowa Świetlica, rozpoczęto w 1864 r. Był to projekt budowniczego Karola Harrera, uwzględniający korekty innego budowniczego, Jána Nepomuka Bobuli, któremu powierzono budowę siedziby. Kamień węgielny w centrum miasta Martin położono 6 kwietnia 1864 r., a jego uroczystego wmurowania dokonał ówczesny pełniący obowiązki pierwszego wiceprezesa Macierzy Słowackiej Karol Kuzmány, ksiądz ewangelicki oraz superintendent Kościoła Ewangelickiego. Częściowo ukończony budynek został uroczyście otwarty już 8 sierpnia 1865 r. jako Dom Macierzy Słowackiej, a drugi etap budowy zakończono w 1869 r. W 1875 r., kiedy w ramach eskalacji madziaryzacji narodów niewęgierskich korony węgierskiej Węgierskie Ministerstwo Spraw Wewnętrznych zlikwidowało Macierz Słowacką, cały jej majątek, w tym siedziba, został skonfiskowany na rzecz Korony św. Stefana.
W latach 1899–1900 budynek dokończono, ale przystosowano go jednocześnie wyłącznie dla potrzeb administracyjnych węgierskich urzędów i władz państwowych. Po odrodzeniu Macierzy Słowackiej 1 stycznia 1919 r. pierwotna siedziba została jej zwrócona przez Rząd Republiki Czechosłowackiej, na mocy decyzji Ministerstwa Pełnomocnego ds. Administracji Słowacji. Działały w nim wówczas czechosłowackie władze państwowe. W związku z brakiem odpowiedniej powierzchni w zakresie planowanego rozwoju działalności Macierzy Słowackiej, w sierpniu 1919 roku zrodził się pomysł wybudowania nowego, większego i nowocześniejszego budynku, który urzeczywistnił się w 1926 roku, w którym pierwszy, zabytkowy budynek, przestał być siedzibą Macierzy Słowackiej. W 1963 roku pierwszy budynek został uznany za zabytek kultury, a obecnie jest narodowym zabytkiem kultury. W budynku tym znajduje się obecnie stała ekspozycja historii literatury słowackiej, pomieszczenia wystawowe, depozyty oraz specjalistyczne placówki Muzeum Literatury oraz Słowackiej Biblioteki Narodowej.

### Drugi budynek Macierzy Słowackiej

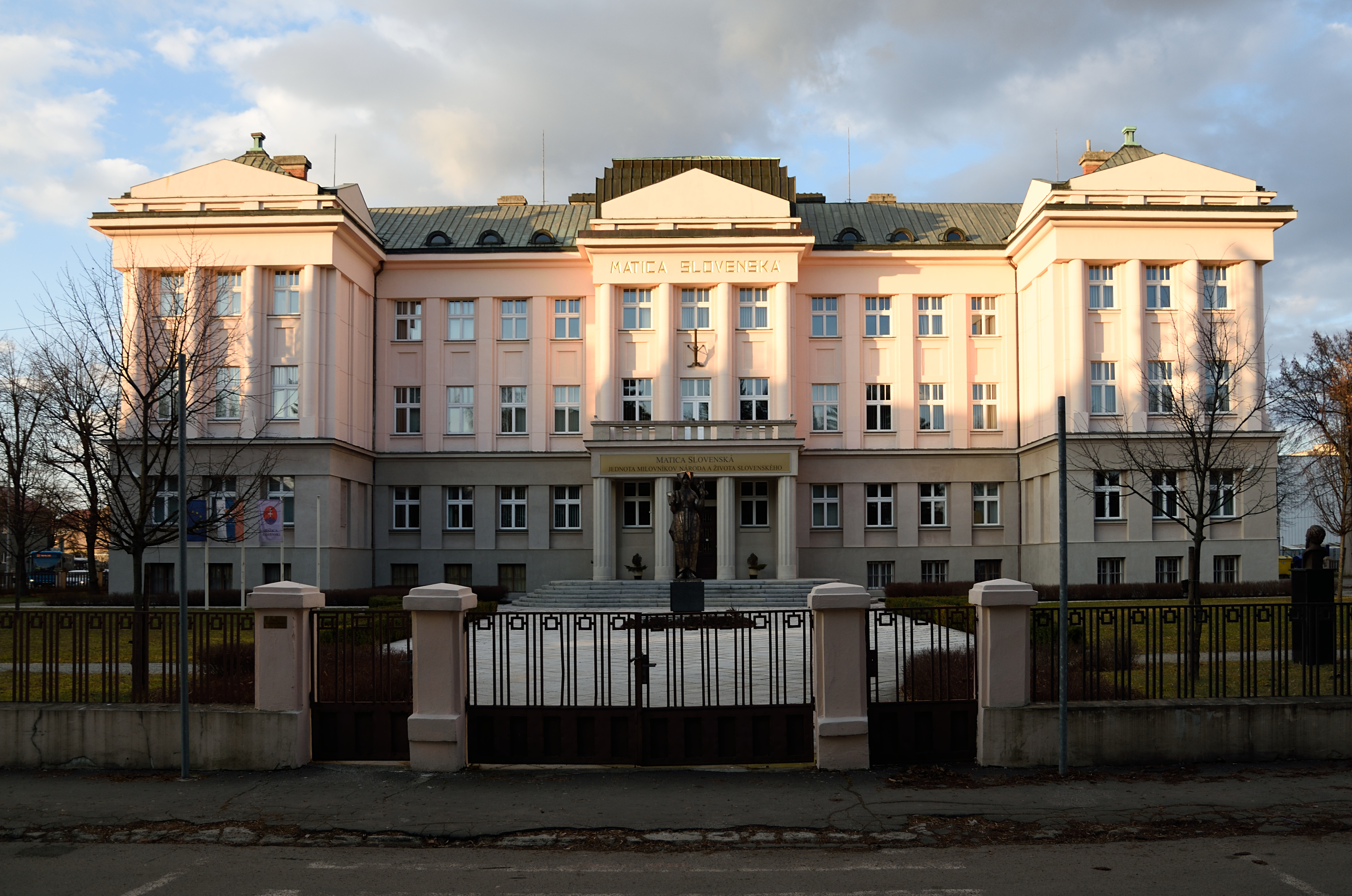
Budynek wybudowany w latach 1924–1926. Obecna siedziba Macierzy.

Drugi budynek Macierzy Słowackiej jest obecnie centralną siedzibą instytucji przy ulicy Pavla Mudroňa w centrum miasta Martin. Budynek został wybudowany na podstawie planu architektonicznego budowniczego Martina Jána Palkoviča, a prace budowlane zrealizował budowniczy Stanislav Zachar z Vrútok. Kamień węgielny pod budowę wmurowano 13 sierpnia 1924 roku, podczas sierpniowych uroczystości Macierzy Słowackiej. Budowa trwała od jesieni 1924 roku do lutego 1926 roku. Uroczyste otwarcie obiektu odbyło się 29 sierpnia 1926 roku. Na dziedzińcu przed budynkiem odsłonięto pomnik słynnego słowackiego patrioty oraz pisarza Svetozára Hurbana Vajanský´ego. W 1965 roku zastąpiono go alegoryczną rzeźbą Macierzy Słowackiej autorstwa rzeźbiarza akademickiego Jána Kulicha, zaś pomnik Svetozára Hurbana Vajanský´ego został przeniesiony przed pierwszy budynek Macierzy Słowackiej.
Pod względem architektonicznym drugi budynek Macierzy Słowackiej należy do reprezentacyjnych budynków miasta Martin. Charakterystyczne elementy budowli, takie jak wysokie kolumny, portyk, tympanony oraz ścisła symetria sprawiają, że dzieło to jest typową budowlą sztuki architektury neoklasycystycznej. Ze względu na jej znaczenie budynek w 1963 roku został uznany za zabytek kultury, a od 2002 roku jest narodowym zabytkiem kultury. Dotyczy to, oprócz części administracyjnej, również ogrodzenia, parku ogrodowego i tablicy upamiętniającej 48 torturowanych uczestników Słowackiego Powstania Narodowego z 1944 roku. 
Na terenie kompleksu ogrodowego, w Parku św. Cyryla i Metodego znajduje się reprezentacyjny panteon popiersi ważnych postaci narodowych oraz działaczy Macierzy Słowackiej. Odsłonięto tam popiersia działaczy narodowych:
- 2 października 2012 roku – kodyfikatora języka słowackiego Antona Bernoláka[10]
- 2 sierpnia 2013 roku – pierwszego prezesa Macierzy Słowackiej Štefana Moysesa, pierwszego wiceprezesa Macierzy Słowackiej Karola Kuzmány'ego oraz honorowego prezesa Macierzy Słowackiej Ján Francisci[11]
- 1 sierpnia 2014 roku – przywódcy słowackiego ruchu narodowego I połowy XX wieku oraz członka Zarządu Macierzy Słowackiej Andreja Hlinki[12]
- 7 sierpnia 2015 roku – przywódcy słowackiego ruchu narodowego XIX wieku i kodyfikatora języka słowackiego Ľudovíta Štúra oraz dyrektora zarządzającego Macierzy Słowackiej i pisarza Jozefa Cíger Hronský'ego[13]
- 17 sierpnia 2016 roku – pisarza i słowackiego działacza narodowego Svetozára Hurbana Vajanský'ego oraz założyciela Słowackiej Ligi w Ameryce Štefana Furdka[14]
- 11 sierpnia 2017 roku – pierwszego prezesa Słowackiej Rady Narodowej Jozefa Miloslava Hurbana oraz założyciela Macierzy Słowackiej i Towarzystwa im. Świętego Wojciecha Andreja Ľudovíta Radlinský'ego[15]
- 30 października 2018 roku – prezesa Macierzy Słowackiej, Słowackiej Partii Narodowej oraz Słowackiej Rady Narodowej Matúša Duly[16]
- 4 sierpnia 2019 roku – prezesa Macierzy Słowackiej, pierwszego prezesa oraz pierwszego generalnego superintendent Kościoła Ewangelickiego Wyznania Augsburskiego Jána Vanoviča[17]
- 23 września 2020 roku – dożywotniego dyrektora zarządzającego Macierzy Słowackiej Jozefa Škultéty'ego[18]

### Trzeci budynek Macierzy Słowackiej
Uroczyste wmurowanie kamienia węgielnego pod nowy, trzeci budynek Macierzy Słowackiej w Hostihore odbyło się podczas wspaniale zorganizowanych obchodów stulecia Macierzy Słowackiej 4 sierpnia 1963 roku. Został oddany do użytku 31 sierpnia 1975 roku oraz został nową, nowoczesną i kulturowo wielofunkcyjną rezydencją Macierzy Słowackiej. Po uchwaleniu ustawy o bibliotekach Nr 183 z maja 2000 roku Słowacka Biblioteka Narodowa, którą była do tej pory częścią Macierzy Słowackiej, została od niej odłączona i od 1 lipca 2000 roku została samodzielną osobą prawną, która przejęła siedzibę na Hostihore. Paradoksem pozostaje, że na podstawie tej ustawy odebrano Macierzy Słowackiej, oprócz trzeciego, również pierwszy historyczny budynek. Trzeci budynek został siedzibą Słowackiej Biblioteki Narodowej, a siedziba główna wróciła do drugiego budynku Macierzy Słowackiej.

## Historia
Podczas Słowackiego Zgromadzenia Narodowego, które odbyło się w dniach 6 i 7 czerwca 1861 roku w Martinie, przyjęto Memorandum Narodów Republiki Słowackiej. Wśród czterech głównych postulatów w dokumencie pojawiło się żądanie utworzenia słowackiego stowarzyszenia kulturalnego. Chociaż inne postulaty Słowaków zostały odrzucone Węgrzy zgodzili się na powstanie Macierzy. Powołano komisję celem sporządzenia statutu. Zgromadzenie założycielskie miało miejsce 4 sierpnia 1863 roku. Wśród pierwszych działaczy znaleźli się głównie przedstawiciele nielicznej jeszcze słowackiej inteligencji (prawnicy, lekarze, nauczyciele), w tym także duchowni (zwłaszcza wyznań protestanckich). Pierwszym prezesem Macierzy został biskup z Bańskiej Bystrzycy Štefan Moyses, zaś pierwszym wiceprezesem Karol Kuzmány. W 1865 roku ze składek społecznych oraz dotacji państwowej zbudowano pierwszy budynek Macierzy w miejscowości Martin, który po likwidacji Macierzy w 1875 roku został zajęty na budynek sądowy.
Macierz Słowacka po powstaniu zaczęła gromadzić zbiory biblioteczne i muzealne, ale najważniejsze było wydanie dzieł i podręczników potrzebnych do kształcenia w duchu narodowym. W Martinie powstało wydawnictwo, w którym w 1862 roku wydano nową gramatykę języka słowackiego. Autorem był J. Viktorin. Do 1875 roku udało się wydać 82 tytuły książek. Z inicjatywy działaczy skupionych wokół Macierzy zaczęły powstawać pierwsze w historii średnie szkoły słowackie. Jako pierwsze zaczęło działalność w 1862 roku gimnazjum w Revúcej. Z zebranych pieniędzy fundowano stypendia dla słowackich naukowców i studentów.
W 1861 roku Węgrzy, nie chcąc narazić się na interwencję Wiednia w obliczu prowadzonych od lat starań o tzw. wyrównanie węgiersko-austriackie, zgodzili się na działalność Macierzy. Jednak po zawarciu w 1867 roku ugody austriacko-węgierskiej w wyniku której Węgry uzyskały pełną niezależność w polityce wewnętrznej w kolejnych latach zaczęli realizować proces madziaryzacji niewęgierskich narodów królestwa. Intensywnie dążyli do ograniczania przejawów życia narodowego Słowaków, w tym do likwidacji Macierzy. W 1874 roku Węgrzy zlikwidowali gimnazja słowackie. 12 listopada 1875 roku Macierz Słowacka została zlikwidowana.

### Okres 1875–1919
W wyniku madziaryzacji wielu Słowaków zostało zmuszonych do zmiany nazwiska na węgierskie, czego wynikiem jest zmniejszenie się w ciągu 5 lat o 120 tysięcy liczby ludności słowackiej. W 1879 roku do szkół podstawowych został wprowadzony język węgierski jako obowiązkowy, ale wynarodowianie miało miejsce głównie w szkołach średnich.

### Odrodzenie w 1919 roku
Ponownie Macierz została otwarta 1919 roku, już w nowo powstałym państwie – Czechosłowacji. Działa do dzisiaj, a jej siedziba pozostaje w Martinie. Podczas II wojny światowej została tam założona drukarnia, którą po wojnie władze komunistyczne znacjonalizowały. Po wojnie działalność Macierzy była utrudniana, a stała się w pełni możliwa od 1973 roku. W 1975 roku w Martinie została otwarta nowa, trzecia z kolei siedziba Macierzy. Odrodzenie nastąpiło w 1990 roku. W 1991 roku Słowacka Rada Narodowa przyjęła ustawę gwarantującą Macierzy niezależność. W latach 2010–2017 prezesem Macierzy Słowackiej był Marián Tkáč. Od 2017 jest nim Marián Gešper.
Od 1990 roku jest organizowany międzynarodowy obóz dla dzieci w Tatrzańskiej Leśnej. Co trzy lata jest organizowany Słowacki Światowy Festiwal Młodzieży. Spotyka się wtedy młodzież z całego świata, która bierze udział w imprezach sportowych, przedstawieniach teatralnych, folklorystycznych i muzycznych. Dodatkową atrakcją jest zwiedzanie zabytków kultury Słowacji.

### Z dziejów Macierzy Słowackiej – kalendarium
1861
W dniach 6 i 7 czerwca, podczas zwołanego w Martinie Słowackiego Zgromadzenia Narodowego, sformułowano program polityczny nazwany mianem Memorandum Narodu Słowackiego. Sformułowany został wówczas również postulat utworzenia słowackiego stowarzyszenia kulturalnego. Zadanie to Stały Komitet Narodowy powierzył Zarządowi Tymczasowemu Macierzy Słowackiej, który poczynił wszystkie działania organizacyjne prowadzące do jego założenia, opracował pierwszy Statut Macierzy Słowackiej oraz uzyskał na dworze cesarskim w Wiedniu oficjalne zezwolenie na funkcjonowanie stowarzyszenia.
1863
Macierz Słowacka powstała na I Walnym Zgromadzeniu Organizacyjnym 4 sierpnia w Martinie, które odbyło się w ramach milenijnych obchodów tysiąclecia przybycia na terytorium Słowacji apostołów słowiańskich św. Cyryla i Metodego. Jej celem, w duchu idei narodowych oraz chrześcijańskich, było „budzenie, propagowanie i umacnianie moralności oraz umiejętne szerzenie edukacji pomiędzy członkami narodu słowackiego; kultywowanie i wspieranie literatury słowackiej i sztuk pięknych, a poprzez to działanie na rzecz podnoszenia dobrobytu materialnego narodu słowackiego, jak również szacunku i uwielbienia do pracy.” 
Na prezesa Macierzy Słowackiej został wybrany biskup katolicki z Bańskiej Bystrzycy Štefan Moyzes, a na pierwszego urzędującego wiceprezesa superintendent ewangelicki z Bańskiej Bystrzycy Karol Kuzmány. W pierwszym Zarządzie Macierzy Słowackiej aktywnie działali najważniejsi przedstawiciele narodu słowackiego, tacy jak Jozef Miloslav Hurban, Michal Miloslav Hodža, Ján Francisci-Rimavský, Štefan Marko Daxner, Viliam Pauliny-Tóth, Adolf Dobrianski i inni.
1864
Na podstawie Uchwały II Walnego Zgromadzenia Macierzy Słowackiej przyjęto, iż druk wszelkich publikacji i dokumentów w języku słowackim odbywać się będzie według standardów zawartych w kodyfikacji przygotowanej przez Ľudovíta Štúra (z uwzględnieniem reform wprowadzonych przez Martina Hattalę), pismem łacińskim.
1865
Świetlica Narodowa, pierwszy budynek Macierzy Słowackiej w Martinie, została uroczyście otwarta 8 sierpnia w trakcie trwania III Walnego Zgromadzenia. Jej budowę sfinansowano ze środków zgromadzonych podczas zbiórek ogólnonarodowych, tzw. zbiórek grajcarowych.
1866
Dnia 12 października cesarz austriacki Franciszek Józef I przyjął w Wiedniu delegację Macierzy Słowackiej pod przewodnictwem Viliama Pauliny-Tótha, która w imieniu narodu słowackiego oraz Macierzy Słowackiej wyraziła wierność monarsze po przegranej wojnie austriacko-pruskiej. Wręczyła mu również dyplom członka założycielskiego Macierzy Słowackiej, który monarcha przyjął.
1869
W Martinie 3 marca została założona Drukarska Spółka Udziałowców, której głównym celem było dążenie do stworzenia sprzyjających warunków w dziedzinie kultury książki oraz wydawania prasy słowackiej i prasy Macierzy Słowackiej.
W Świętym Krzyżu (słow. Svätý Kríž, obecnie Žiar nad Hronom) zmarł 5 lipca, w święto św. Cyryla i Metodego, pierwszy przewodniczący Macierzy Słowackiej, biskup z Bańskiej Bystrzycy Štefan Moyzes (urodzony 24 października 1797).
1873
Wiceprzewodniczący Macierzy Słowackiej Viliam Pauliny-Tóth i jej sekretarz František Víťazoslav Sasinek odpowiedzieli w apologetycznej publikacji Pro memoria Macierzy Słowackiej na ataki wymierzone w ruch słowacki autorstwa szowinistycznie motywowanych polityków węgierskich oraz prasy. Publikację tę, zaadresowaną do premiera Węgier Józsefa Szlávyego, wydrukowała Drukarska Spółka Udziałowców.
1875
Dnia 12 listopada rząd węgierski wstrzymał działalność Macierzy Słowackiej. Cały jej majątek został skonfiskowany. W okresie późniejszym (w 1885 r.) Fundacja Finansowa Macierzy Słowackiej przekazana została renegackiemu stowarzyszeniu o nazwie Węgierskie, Krajowe, Słowackie Stowarzyszenie Oświatowe (MTKE), do celów madziaryzacji Słowaków. Zbiory Macierzy Słowackiej zostały przekazane do muzeów poszczególnych żup (województw).
Macierz Słowacka rozwinęła w latach 1863–1865 szeroką działalność kolekcjonerską, wydawniczą, oświatową i naukową. Tworzyła zbiory archiwalne, biblioteczne oraz muzealne. Wydrukowała 82 tomy książek, w tym 12 tomów pierwszego słowackiego czasopisma naukowego Rocznik Macierzy Słowackiej (Letopis Matice slovenskej). Udzielała stypendiów słowackim naukowcom oraz studentom, nawiązywała kontakty krajowe i zagraniczne ze słowiańskimi instytucjami kultury oraz innymi Macierzami, takimi jak Macierz Serbska (1826), Macierz Czeska (1831), Macierz Iliryjska (1842), Macierz Łużycko-Serbska (1847), Macierz Galicyjsko-Rosyjska (1848), Macierz Morawska (1849) i Macierz Słoweńska (1864).
Wielokrotne próby wznowienia działalności Macierzy Słowackiej po jej zamknięciu po listopadzie 1875 roku nie powiodły się. Nawiązywały jednak do niej inne stowarzyszenia kulturalne o zasięgu ogólnokrajowym, zwłaszcza Živena (1869), Drukarska Spółka Udziałowców (Kníhtlačiarsky účastinársky spolok, 1869), Stowarzyszenie św. Wojciecha (Spolok sv. Vojtecha, 1870), Chór Słowacki (Slovenský spevokol, 1872) i Słowackie Stowarzyszenie Muzealne (Muzeálna slovenská spoločnosť, 1893).
1893
Działacz słowacki oraz ksiądz rzymskokatolicki Štefan Furdek założył w Chicago (IL, USA) Macierz Słowacką w Ameryce. Przyczynił się do rozwoju słowackich stowarzyszeń kulturalnych i kościelnych oraz słowackich szkół w USA. Štefan Furdek był także pierwszym przewodniczącym Ligi Słowackiej w Ameryce (1907), organizacji zrzeszającej inne słowackie stowarzyszenia w Ameryce.
1919
Po utworzeniu Republiki Czechosłowackiej minister jej rządu posiadający pełnomocnictwo do spraw administracji Słowacji Vavro Šrobár wydał 1 stycznia dekret o wznowieniu działalności Macierzy Słowackiej. Walne Zgromadzenie reaktywujące jej działalność odbyło się 5 sierpnia w Martinie. Na przewodniczących zostali wybrani Pavol Országh Hviezdoslav, František Richard Osvald, Matúš Dula (prezes Słowackiej Rady Narodowej 1918–1919) oraz Vavro Šrobár. Dyrektorami zarządzającymi Macierzy Słowackiej zostali Jozef Škultéty oraz Jaroslav Vlček. Macierz Słowacka kontynuowała dotychczasową działalność naukową, edukacyjną, kolekcjonerską i wydawniczą. Bazę członkowską zaczęto organizować w kołach (oddziałach lokalnych) Macierzy Słowackiej. Historycznie pierwsze koło (oddział lokalny) Macierzy Słowackiej powstało 2 listopada w Martinie. Do końca roku, w okresie dwóch miesięcy, na Słowacji powstało dziewięć kół (oddziałów lokalnych) Macierzy Słowackiej.
1920
Na II Walnym Zjeździe Macierzy Słowackiej w dniu 25 sierpnia 1920 r. zostały ustanowione wydziały naukowe Macierzy Słowackiej. Jako pierwsze powstały: wydział historii, językoznawstwa i etnografii. Dołączyły do nich stopniowo: wydział artystyczny (1921), literacko-historyczny (1922), pedagogiczny (1926), przyrodniczy (1927), filozoficzny (1941) i socjologiczny (1944).
1922
Macierz Słowacka przejęła pałeczkę wydawania najstarszego słowackiego i europejskiego pisma kulturalnego Słowackie Poglądy (Slovenské pohľady), które zostało założone przez Jozefa Miloslava Hurbana w 1846 roku, a wznowione przez Svetozára Hurbana Vajanský´ego i Jozefa Škultéty´ego w 1881 roku.
Z inicjatywy Macierzy Słowackiej powstało w Martinie Centrum Słowackich Teatrów Amatorskich.
1926
Dnia 29 sierpnia odbyło się uroczyste otwarcie nowego, drugiego budynku Macierzy Słowackiej w Martinie. W uroczystości wzięło udział od 15 do 20 tysięcy osób. Architektonicznie dzisiejszy budynek Macierzy Słowackiej należy do reprezentacyjnych architektonicznych obiektów miasta Martin. Budynek jest narodowym zabytkiem kultury i obecną siedzibą Macierzy Słowackiej.
1932
Walne Zgromadzenie, które odbyło się 12 maja, znacząco wpłynęło na dalszy kierunek działalności Macierzy Słowackiej, zwłaszcza w związku z walką o charakter zasad pisowni słowackiej. Skupiła się na programie narodowym, zintensyfikowała badania naukowe i rozwinęła bogatą działalność wydawniczą.
1940
Dnia 12 lutego Ministerstwo Szkolnictwa i Oświaty Narodowej w Bratysławie zatwierdziło nowe Zasady Pisowni Słowackiej, bez tendencji czechizujących, które przygotowała i opublikowała Macierz Słowacka i jej Wydział Językowy (redaktor Anton Augustín Baník).
Dnia 12 maja, na Walnym Zgromadzeniu Macierzy Słowackiej w Preszowie, Jozef Škultéty otrzymał dożywotni tytuł Honorowego Dyrektora Zarządzającego Macierzy Słowackiej. Zgromadzenie wybrało nowego dyrektora zarządzającego Jozefa Cígera Hronský´ego oraz sekretarzy Jána Martáka, Stanislava Mečiara i Jozefa Cincíka. Zarząd Macierzy Słowackiej odrzucił rządową propozycję, aby członkowie organizacji automatycznie zostali członkami partii politycznej Słowackiej Partii Ludowej Hlinki.
1941
Z inicjatywy Macierzy Słowackiej 1 maja w Martinie powstała Słowacka Biblioteka Narodowa. Jej głównym zadaniem było pozyskiwanie oraz przechowywanie wydruków, które związane są ze Słowakami i Słowacją.
1943
Z inicjatywy Zarządu Macierzy Słowackiej powstała w Martinie spółka udziałowców Neografia, jako jeden z najnowocześniejszych zakładów drukarskich w Europie.
1944
Dnia 29 sierpnia 1944 r. wybuchło Słowackie Powstanie Narodowe jako jeden z najważniejszych zbrojnych ruchów oporu w okupowanej przez Niemców Europie. Do akcji powstańczych włączyło się tysiące członków i urzędników Macierzy Słowackiej, m.in. Ján Marták, Július Barč-Ivan, Alexander Hirner, František Oktavec, Vavro Šrobár, Laco Novomeský, a z młodszych Vladimír Mináč, Roman Kaliský i Eva Kristínová.
1945
Dnia 25 stycznia kilku czołowych pracowników i urzędników opuściło Macierz Słowacką w Martinie: Jozef Cíger Hronský (dyrektor zarządzający), František Hrušovský (sekretarz wydziałów naukowych), Stanislav Mečiar, Jozef Cincík (obaj sekretarze) oraz referenci Koloman Geraldini, Dezider Nágel, Ján Okáľ i Jozef Kobella. Chodziło o osoby, które wspierały oficjalny nurt kultury ówczesnego reżimu Republiki Słowackiej (1939–1945). Osoby te do końca życia pozostały na emigracji. Ich nazwiska miały zostać wykreślone nie tylko z tradycji Macierzy Słowackiej, lecz również ze zbiorowej pamięci narodu.
Na podstawie decyzji pełnomocnika Ministerstwa Szkolnictwa i Oświaty Słowackiej Rady Narodowej z 11 kwietnia tymczasową administrację Macierzy Słowackiej przejął Ján Marták. Na walnym zgromadzeniu w sierpniu 1945 r. w Martinie wybrano nowych przewodniczących Laca Novomeský´ego oraz Jura Hronca.
1948
Reżim komunistyczny znacjonalizował zakład wydawniczy Macierzy Słowackiej Neografię. W latach 1949–1953 władze polityczne stopniowo przejmowały działalność naukową Macierzy Słowackiej, rozwiązały jej bazę członkowską, a instytucje zredukowały do poziomu centrali pracy oświatowej. Dotychczasowa działalność naukowa została przeniesiona z wydziałów Macierzy Słowackiej do odpowiednich instytutów Słowackiej Akademii Nauk i Sztuki w Bratysławie.
1954
W kwietniu Słowacka Rada Narodowa przyjęła ustawę o Macierzy Słowackiej, na mocy której, wbrew jej misji oraz historycznemu statusowi, upaństwowiono ją, a jej zasadniczą część połączono ze Słowacją Bibliotekę Narodową. Macierz Słowacka pod swoim szyldem zaczęła realizować wyłącznie zadania biblioteki narodowej i instytutu bibliotekoznawczego.
1958
Reżym komunistyczny zainscenizował proces przeciwko edytorom, którzy przygotowywali dzieło leksykograficzne – Encyklopedia Narodowa (Národná encyklopédia). Chodziło o przedstawicieli Macierzy Słowackiej Aleksandra Hirnera, Jana Olexę, Józefa Telgárský’ego, Franciszka Oktavca, którzy zostali skazani na karę wieloletniego więzienia. W związku z tym monstrualnym procesem oraz czystkami partyjnymi i innymi ingerencjami politycznymi wymierzonymi w Macierz Słowacką kilkoro pracowników musiało z niej odejść. Taki los spotkał również dyrektora zarządzającego Jána Martáka.
1959
Z powodu poważnego ograniczenia wolności Macierzy Słowackiej w ojczyźnie w Buenos Aires w Argentynie założona została Zagraniczna Macierz Słowacka, przewodniczącym której został Józef Cíger Hronský.
1963

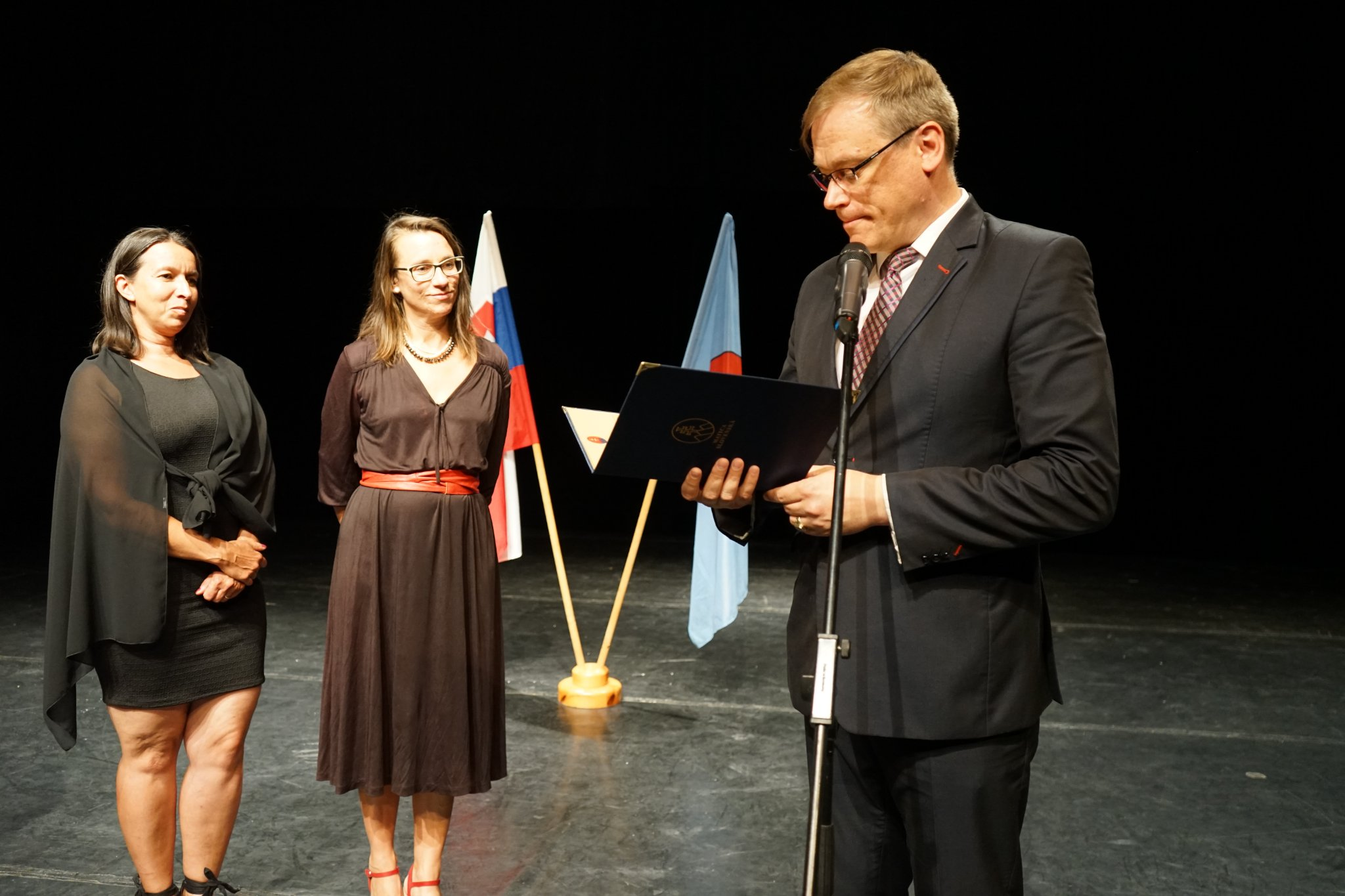
Marián Gešper wręcza dokument o członkostwie założycielskim słowackiej Matica

W okresie odwilży politycznej Macierz Słowacka zorganizowała z okazji stulecia swojego powstania imponujące uroczystości. Organizacja otrzymała najwyższe wyróżnienie państwowe Order Republiki, który został jej wręczony przez ważnego ówczesnego przedstawiciela Państwa i Partii Aleksandra Dubčeka. Dnia 4 sierpnia wmurowano kamień węgielny pod trzeci budynek Macierzy Słowackiej w Martinie, na Hostihorze.
1968
Odwilż polityczna przyniosła w społeczeństwie nadzieję na odrodzenie pierwotnej misji i działalności Macierzy Słowackiej, w tym odbudowanie bazy członkowskiej oraz rozwój dbałości o Słowaków żyjących zagranicą. Ten obiecujący proces trwał jednak krótko i został zatrzymany 21 sierpnia po zajęciu i okupacji Republiki Czechosłowackiej przez wojska Układu Warszawskiego oraz następnym po tym procesie tzw. normalizacji. Podczas tzw. normalizacji z Macierzy Słowackiej zwolniono z powodów politycznych kilku pracowników (Tomáš Winkler, Ivan Kadlečík, Pavol Hrúz, Jaroslav Rezník st. i inni) oraz osób pełniących funkcje (Imrich Sedlák).
1973
Dnia 20 grudnia Słowacka Rada Narodowa przyjęła ustawę o Macierzy Słowackiej, która częściowo przywróciła jej status sprzed dwudziestu lat. Baza członkowska została znacznie ograniczona, przetrwało tylko kilka lokalnych kół, a działalność Macierzy Słowackiej ponownie skupiła się przede wszystkim na bibliotekarstwie, zagadnieniach bibliografii i biografii, muzealnictwie literackim oraz archiwizacji zbiorów. W latach 1974–1990, w epoce kultury socjalistycznej, prezesem Macierzy Słowackiej został prozaik, publicysta oraz działacz polityczny Vladimír Mináč, który w tym okresie zasłużył się w rozwoju działalności naukowej Macierzy Słowackiej.
1975
Dnia 30 sierpnia został otwarty nowy, zaprojektowany z rozmachem, trzeci budynek Macierzy Słowackiej w Martine na Hostihorze, dzieło architektów Duszana Kuzmy oraz Antoniego Cimmermana.
1990
Dnia 20 stycznia minister kultury zwolnił kierownictwo Macierzy Słowackiej na czele z Vladimírem Mináčem, a tymczasowy zarząd powierzył Viliamowi Grusce, jako prezesowi oraz Imrichowi Sedlákowi, jako dyrektorowi zarządzającemu. Wielu byłych pracowników, członków oraz sympatyków ponownie zgłosiło się do Macierzy Słowackiej.
W dniach 10 i 11 sierpnia odbyło się odrodzeniowe Walne Zgromadzenie Macierzy Słowackiej w Martinie. Na tym zebraniu zgromadzeni wybrali na prezesa Jozefa Markuša.
1991
Dnia 26 lipca Słowacka Rada Narodowa przyjęła nową ustawę o Macierzy Słowackiej, która stworzyła przestrzeń dla jej stopniowej przemiany z instytucji zarządzanej przez państwo na niezależną organizację. Dochodzi do znacznego rozwoju oraz preferowania działalności stowarzyszeniowej Macierzy Słowackiej, a dla celów wsparcia tej działalności przekształceniu ulega sieć instytucjonalnych filii i pracowni.
1992
Macierz Słowacka we współpracy ze Światowym Kongresem Słowaków zorganizowała po raz pierwszy spotkanie młodych Słowaków z całego świata pod oficjalną nazwą Światowy Festiwal Młodzieży Słowackiej. Wydarzenie odbyło się w dniach od 12 do 19 lipca w Martinie. Festiwal ten Macierz Słowacka organizowała następnie co trzy lata.
1993
Macierzy Słowackiej został zwrócony znacjonalizowany przez reżim totalitarny majątek: drukarnia Neografia, czasopismo Słowackie Poglądy (Slovenské pohľady) oraz niektóre znacjonalizowane domy Macierzy Słowackiej.
1997
Na mocy ustawy z dnia 13 lutego, przyjętej przez Radę Narodową Republiki Słowackiej, Macierz Słowacka staje się instytucją publiczną, a oprócz zadań historycznych ma również realizować określone zadania państwowe. Dnia 17 lipca zostały w Martinie ogłoszone obchody Światowego Roku Słowaków.
2000
Rada Narodowa Republiki Słowackiej uchwaliła ustawę biblioteczną nr. 183/2000 r., która została przygotowana przez ówczesnego ministra kultury Milana Kňažkę, bez konsultacji z Macierzą Słowacką. Ustawa niekorzystnie wpłynęła na działalność organizacji. Macierz Słowacka zmuszona została do opuszczenia budynku w Martinie na Hostihorze, a także oddania pierwszego historycznego budynku – obydwa obiekty zostały oddane w administrację Słowackiej Bibliotece Narodowej.
2007
Macierz Słowacka zorganizowała I Europejski Kongres Macierzy Narodów Słowiańskich, w którym wzięli udział przedstawiciele wszystkich państw (Czechy, Chorwacja, Niemcy, Słowenia, Serbia, Ukraina), w których działają narodowe stowarzyszenia Macierzy.
2008
W dniu 2 stycznia w budynku Macierzy Słowackiej przy ulicy Pavla Mudroňa w Martinie odbyło się z okazji 15-lecia powstania Republiki Słowackiej historycznie pierwsze posiedzenie rządu Republiki Słowackiej z udziałem najwyższych przedstawicieli konstytucyjnych z prezesem Macierzy Słowackiej.
2009
W ramach Uroczystości Macierzy Słowackiej w Martinie ogłoszony został z okazji 50. rocznicy powstania Zagranicznej Macierzy Słowackiej oraz 50. rocznicy śmierci Jozefa Cígera Hronský’ego Rok Jozefa Cígera Hronský’ego (od sierpnia 2009 do lipca 2010).
2010
Macierz Słowacka we współpracy z Samorządowym Województwem Nitrzańskim (Nitriansky samosprávny kraj), miastem Nitra oraz innymi miastami i gminami, zorganizowała w dniach od 1 do 5 lipca XI Światowy Festiwal Młodzieży Słowackiej.
W listopadzie na Walnym Zgromadzeniu Macierzy Słowackiej w Martinie został wybrany na nowego przewodniczącego Marián Tkáč, który tę funkcję przejął po dwudziestu latach działalności Jozefa Markuša.
2013
W dniu 1 sierpnia odbył się w Martinie II Europejski Kongres Macierzy Narodów Słowiańskich, w którym wzięli udział przedstawiciele Macierzy Słowackiej, Macierzy Śląskiej, Macierzy Słoweńskiej, Macierzy Bunjewackiej, Macierzy Czeskiej, Macierzy Czarnogórskiej, Macierzy Serbskiej (Macierz Łużycko-Serbska w Niemczech), Macierzy Słowackiej na Rusi Zakarpackiej, Związku Słowaków w Chorwacji, Macierzy Słowackiej w Serbii oraz Forum Kultur Słowiańskich ze Słowenii. W Memorandum przyjętym na Kongresie przyjęto, iż: „Będziemy wzmacniać nasze działania kulturalne w ramach kultur narodowych oraz będziemy szanować wartości kultur mniejszościowych i regionalnych, ponieważ ignorowanie ich ostatecznie zubaża bogactwo i różnorodność ducha ludzkiego, które w najróżniejszych aspektach chronią wszystkie kultury i języki świata”.
W dniach od 1 do 4 sierpnia odbyły się w Martinie Uroczystości Narodowe Macierzy Słowackiej, które były kulminacją obchodów 150. rocznicy powstania Macierzy Słowackiej. Punktem kulminacyjnym drugiego dnia obchodów było uroczyste otwarcie Parku św. Cyryla i Metodego przy budynku Macierzy Słowackiej, odsłonięcie rzeźby św. Cyryla i Metodego oraz popiersi Štefana Moysesa, Karola Kuzmániego i Jana Francisciego.
2015
W Roku Ludwika Sztura (Ľudovíta Štúra) Macierz Słowacka zorganizowała na Słowacji 86 wydarzeń poświęconych tej wielkiej osobistości narodu słowackiego, w tym trzy konferencje naukowe.
2017

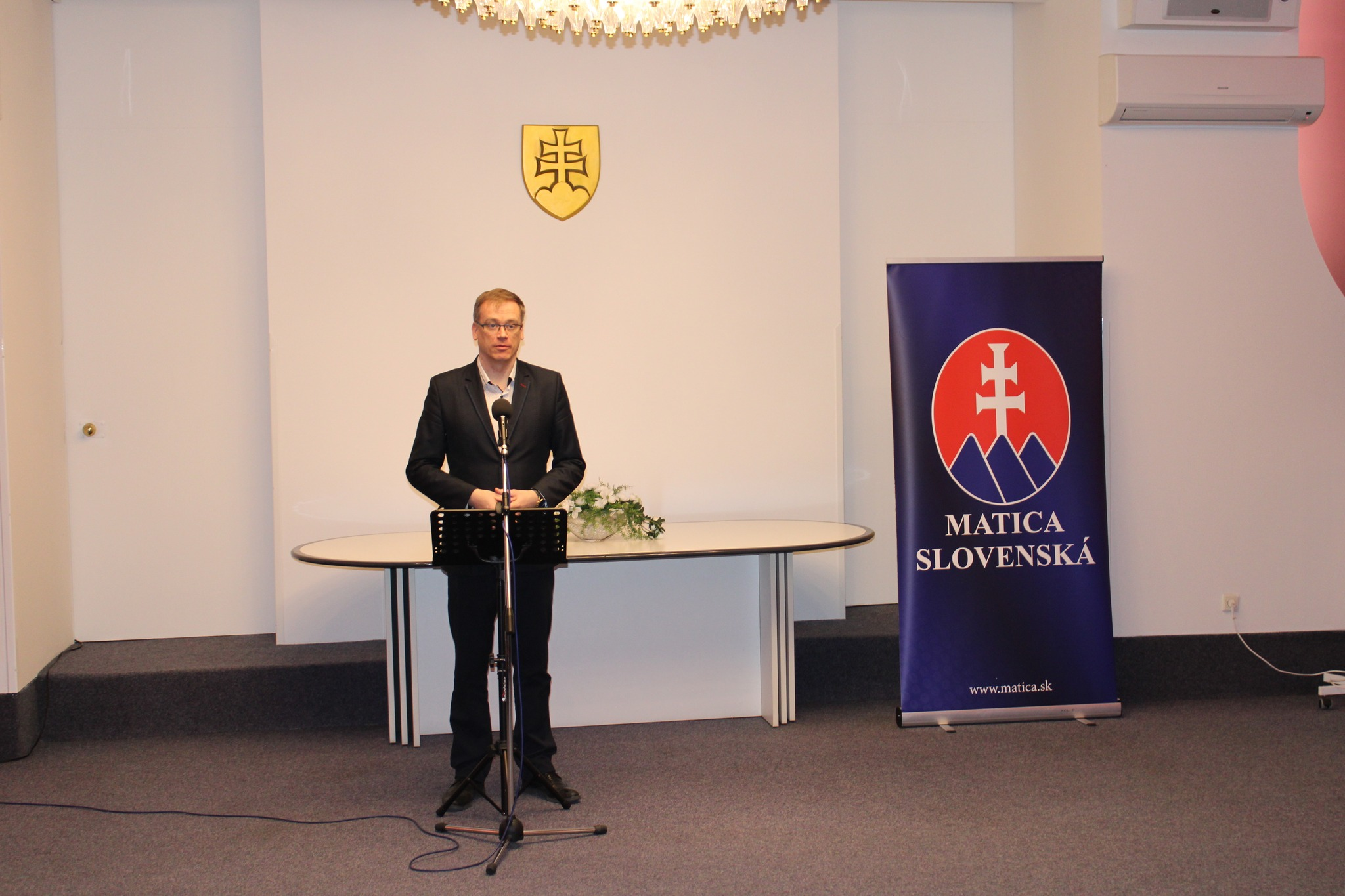
Marián Gešper

W listopadzie Walne Zgromadzenie Macierzy Słowackiej w Liptowskim Mikulaszu wybrało na prezesa instytucji Mariána Gešpera, najmłodszego do tej pory prezesa, co rozpoczęło proces wymiany pokoleniowej i aktywizacji młodej generacji działaczy.
2018

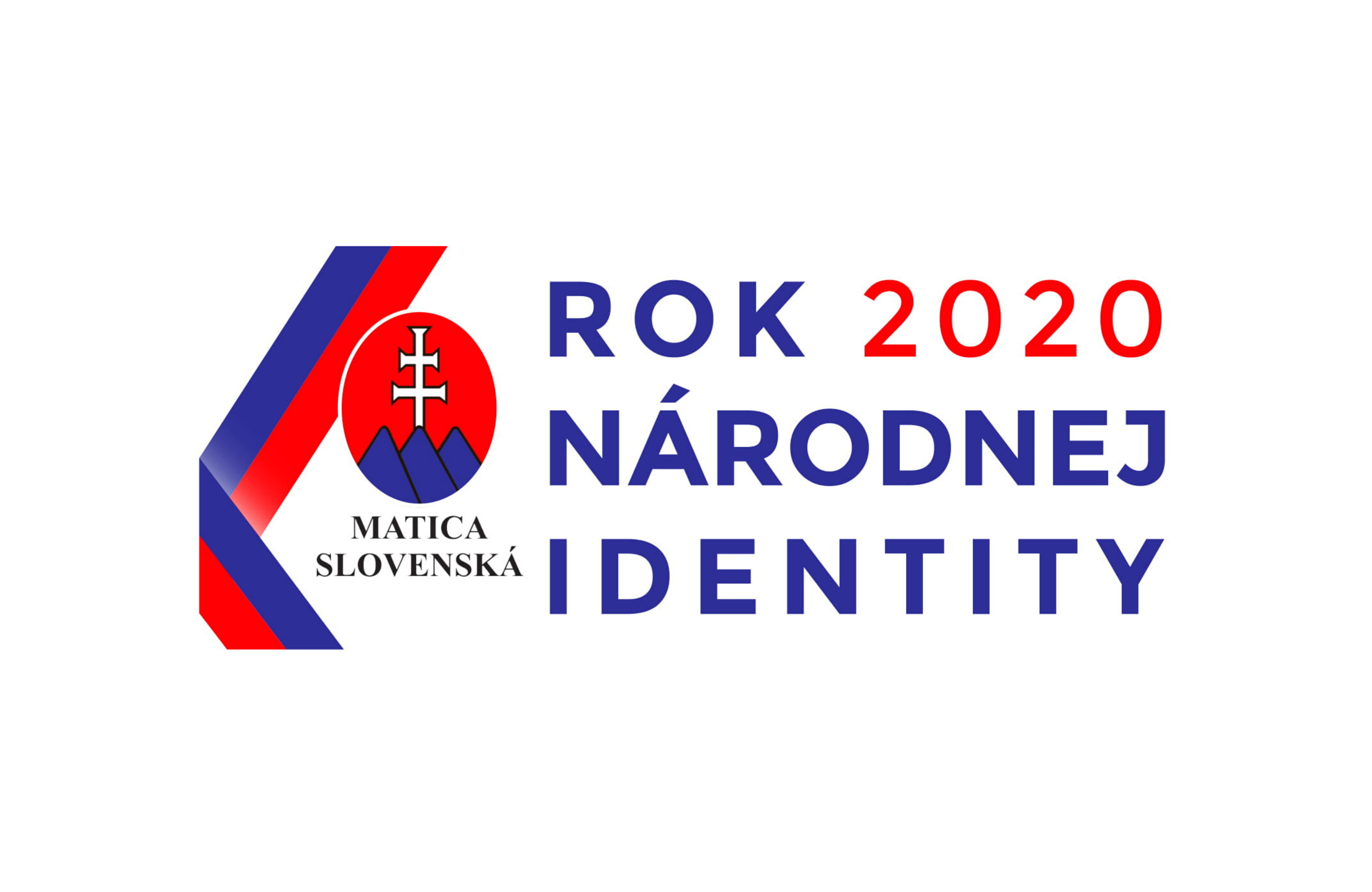
Rok Tożsamości Narodowej

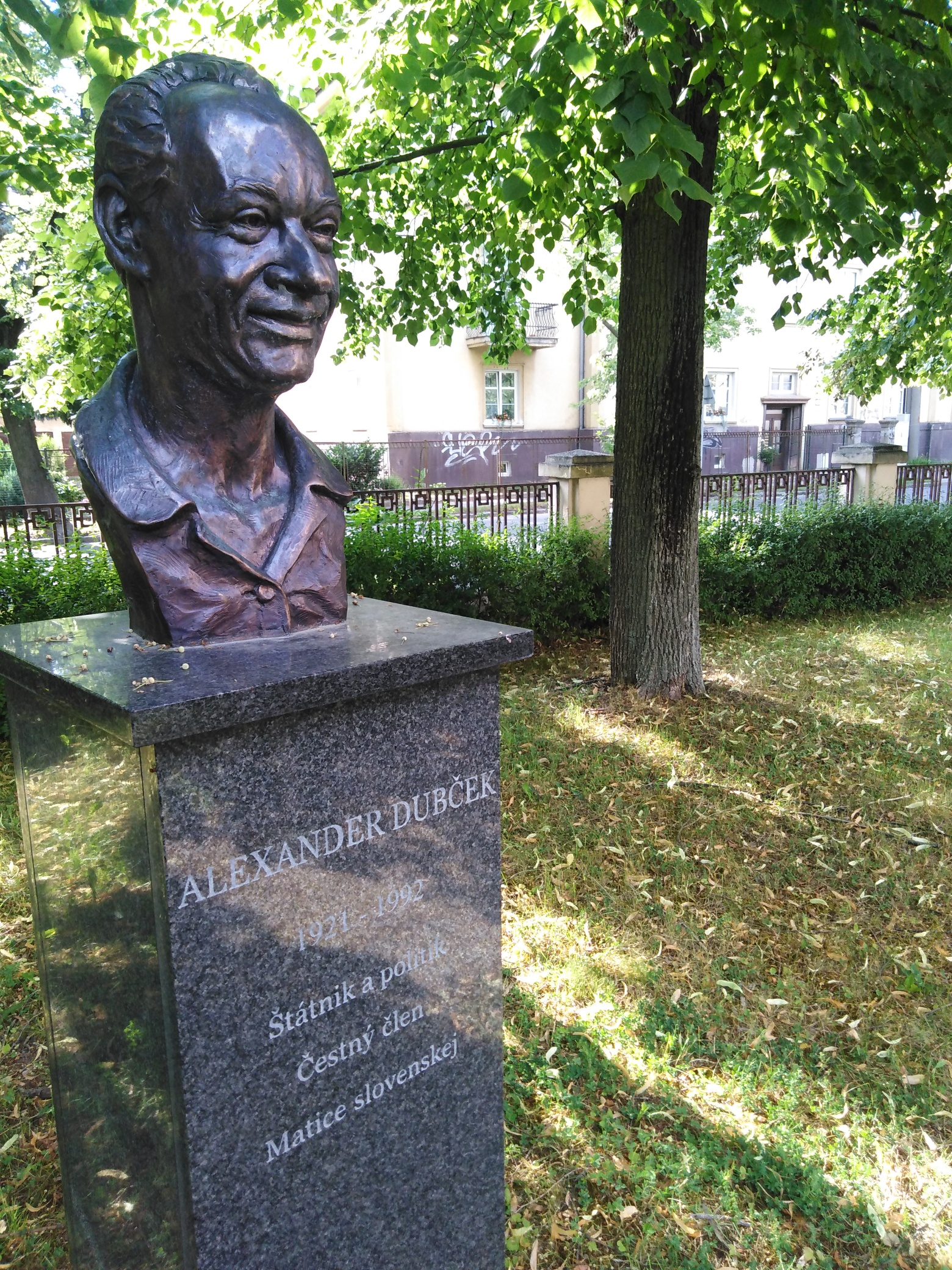
Popiersie Aleksandra Dubčka w Alei Przebudzeń Narodowych, Martin

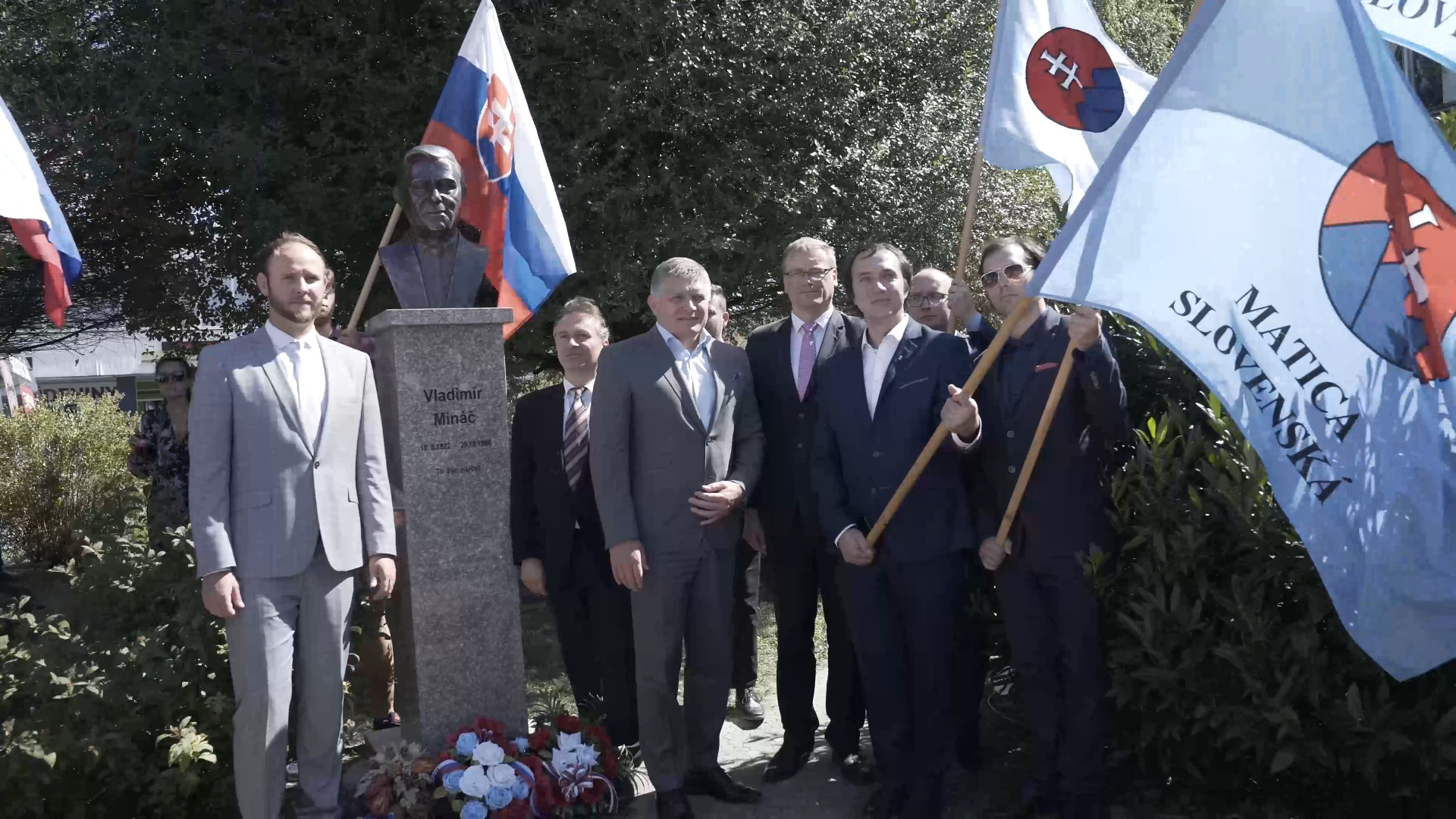
W tym czasie (2022) zastępca NRSR Robert Fico, przyszły premier, na słowackiej imprezie Matica – odsłonięciu popiersia pisarza i lewicowego intelektualisty Vladimíra Mináča

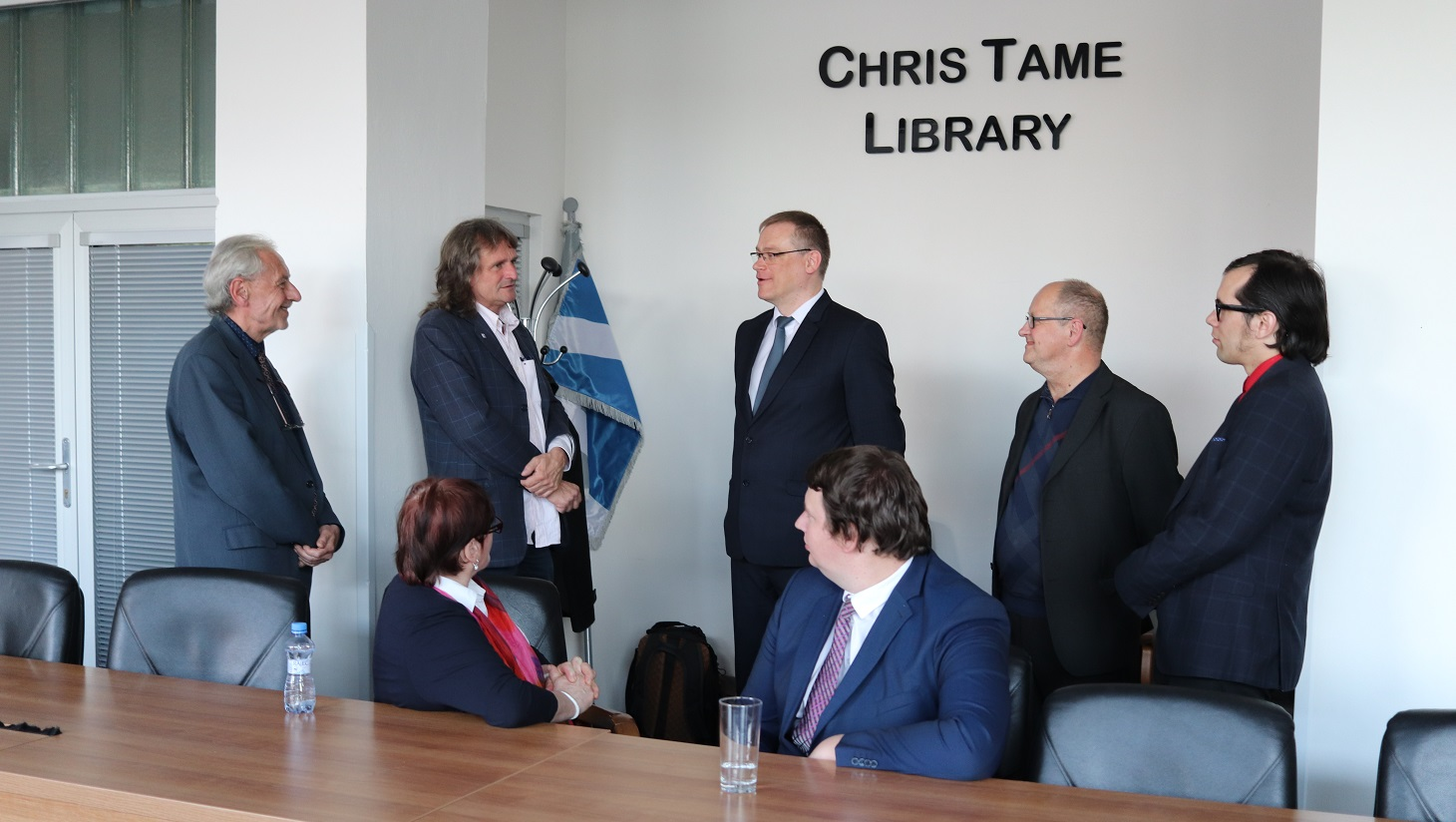
Konferencja Między Filozofią Słowacką i Czeską w Pradze (Macierz Słowacka, Uniwersytet Ekonomiczna), maj 2022, po lewej stronie dziekan doc. Miroslav Ševčík

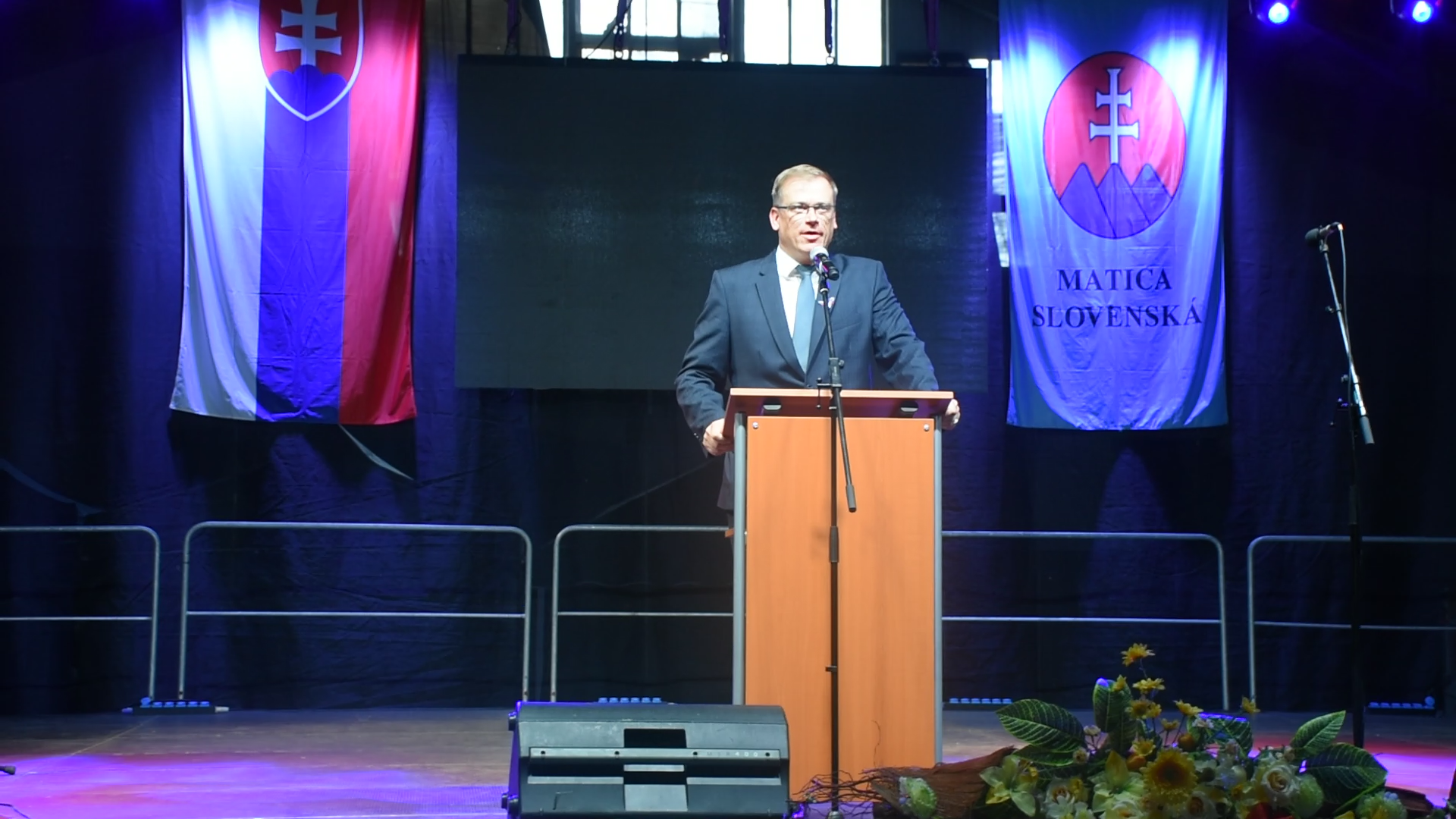
Prezes Macierz Słowacka dr Marián Gešper na 160. rocznicy słowackiej Matica

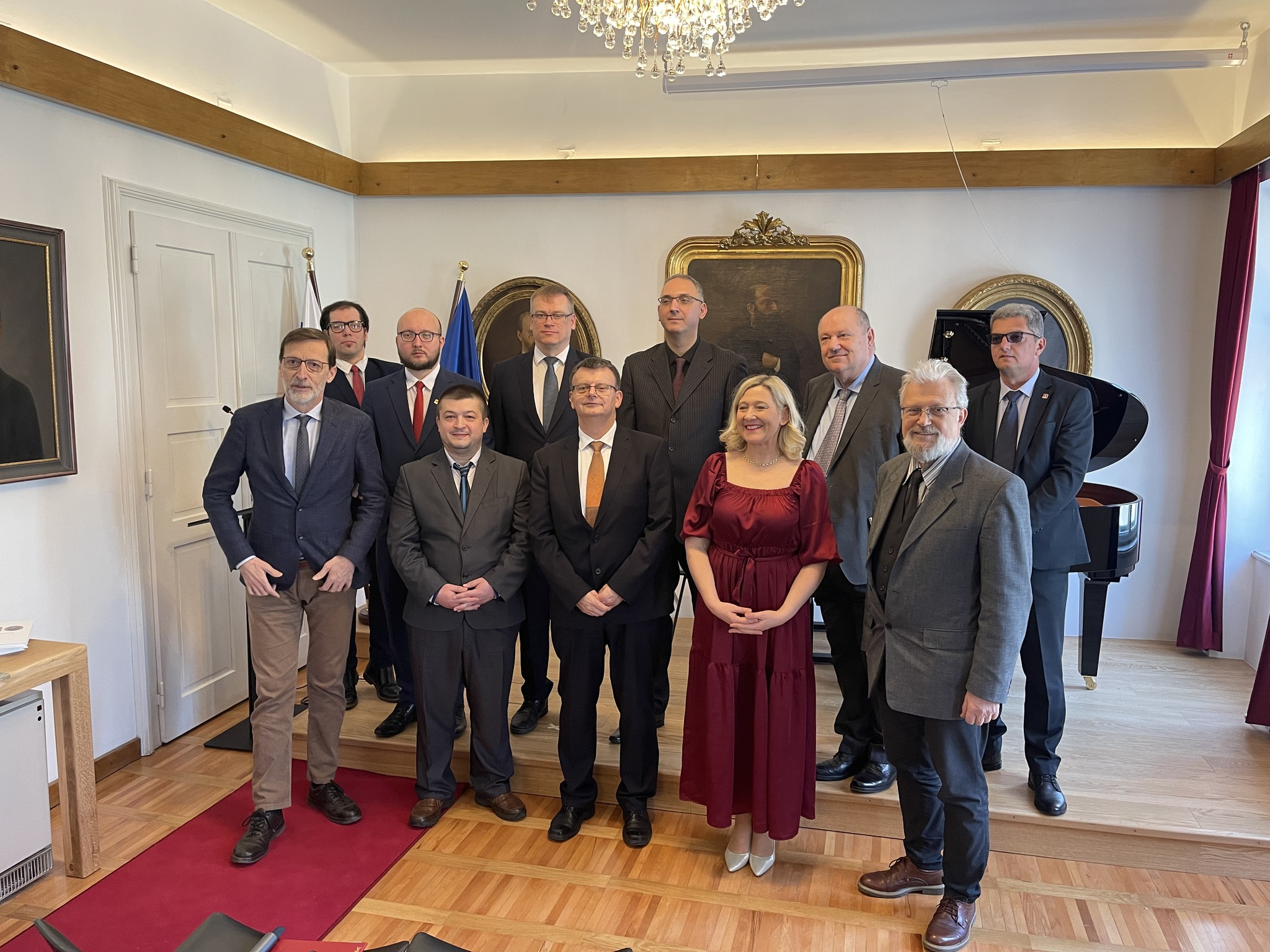
Członkowie i przedstawiciele słowiańskich Macierzy w Lublanie (chorwacka, słowacka, słoweńska, serbska, czarnogórska)

Macierz Słowacka ogłosiła, iż rok 2018 będzie obchodzony pod hasłem Rok Państwowości Słowackiej. W ramach obchodów przedstawiła drogę historyczną Słowaków do niepodległej i demokratycznej Republiki Słowackiej, upamiętniła rocznice wydarzeń oraz osobistości, dzięki którym Słowacy stali się wyemancypowanym i niepodległym narodem z własną państwowością.
Macierz Słowacka zorganizowała również serię wydarzeń tematycznych z okazji 100. rocznicy podpisania Deklaracji Narodu Słowackiego i powstania pierwszej Republiki Czechosłowackiej w 1918 roku.
Powstało także nowe czasopismo dla ruchu macierzystego Głos Macierzy (Hlas Matice). Jego powstanie było spełnieniem jednego z długofalowych postulatów lokalnych kół oraz bazy członkowskiej Macierzy Słowackiej. W tym roku podczas Pucharu Świata odsłonięto popiersie prezesa Macierzy, Matúša Duli.
2019
Macierz Słowacka uczciła stulecie wznowienia swojej działalności. Przy tej okazji skupiła się na badaniach naukowych nad rozwojem bazy członkowskiej w pierwszej połowie XX wieku oraz zagadnieniami historycznymi dotyczącymi powstania pierwszych lokalnych kół, które założono w 1919 roku w Martinie, Liptowskim Mikulaszu, Rużomberoku, Koszycach, Trenczynie, Zwoleniu, Breznie, Bańskiej Bystrzycy oraz Użgorodzie.
W dniach 5–6 czerwca odbył się w Martinie IV Kongres Macierzy i Instytucji Narodów Słowiańskich (III Kongres Macierzy Słowiańskich odbył się w Słowenii 4 lutego 2014 r.). Nowością w stosunku do lat poprzednich było to, iż rozszerzono go o udział instytucji naukowych innych narodów słowiańskich, a także innych organizacji społecznych zajmujących się kulturą i nauką słowiańską. Uczestnicy przyjęli na nim deklarację: „W toczących się procesach globalizacji, liberalizacji, informatyzacji, rozwoju technologii internetowych i cybernetycznych oraz wojen, w czasach postindustrialnych i postmodernistycznych, Macierze Słowiańskie oraz instytucje kulturalne narodów słowiańskich muszą nadal promować i szerzyć tradycyjne wartości konserwatywne, w szczególności chrześcijaństwo oraz patriotyzm. Chcemy, aby zwłaszcza w środowisku słowiańskim i europejskim podtrzymywać tradycję cyrylo-metodyjską, jak również wspierać wszechsłowiańską i narodową tożsamość oraz świadomość historyczną.”
W dniu 12 października 364 delegatów zgromadziło się na Zjeździe Macierzy Słowackiej w Liptowskim Mikulaszu. Na zebraniu przyjęli zaktualizowany Statut Macierzy Słowackiej i zatwierdzili Program Macierzy Słowackiej na lata 2019–2021, z perspektywą do 2025 roku.  
Powstaje nowy periodyk Slovanský obzor (biuletyn informacyjny dla świata słowiańskiego i słowackiej zagranicy).
2020
Macierz Słowacka ogłosiła, iż rok 2020 będzie obchodzony pod hasłem Rok Tożsamości Narodowej, w duchu intensywnego wspierania i upowszechniania słowackiej tożsamości narodowej oraz rozwoju słowackiej państwowości.
Ukazały się dwa pierwsze numery nowego naukowego czasopisma Macierzy Słowackiej Słowacja – Spektrum Narodowe (Slovensko – Národné spektrum). Czasopismo jest wydawane dwa razy w roku.
W siedzibie instytucji odnowiono Bibliotekę Macierzy Słowackiej oraz podjęto działania na rzecz jej systematycznego rozwoju.
Pomimo pozytywnych efektów działań, jakie nowe kierownictwo Macierzy Słowackiej osiągnęło pod przewodnictwem Mariána Gešpera, od 2017 r. i po ostatnich wyborach parlamentarnych w marcu 2020 r., wszczęło szereg nowych działań ministerialnych, administracyjnych i medialnych, które prowadzą do lekceważenia Macierzy Słowackiej. Te, politycznie i ideologicznie umotywowane tendencje oraz ingerencje przeciwko wartościom konserwatywnym, ideałom narodowym oraz chrześcijańskim, które reprezentuje ruch Macierzy Słowackiej, doprowadziły do tego, iż w 2021 roku Macierz Słowacka otrzymała historycznie najniższe wsparcie ze środków publicznych.
2021
Macierz Słowacka ogłosiła rok 2021 Rokiem Aleksandra Dubčka i odsłoniła jego popiersie w Alei Bohaterów Narodowych w Martinie. Nowo wybranym przewodniczącym został Marián Gešper, który zdobył 213 głosów, a Štefan Martinkovič 88 głosów.
W 2021 roku oprócz Alexandra Dubčka upamiętniła także setną rocznicę urodzin Štěpána Boleslava Romana, kanadyjskiego przemysłowca i pierwszego prezydenta Światowego Kongresu Słowaków, któremu odsłoniła historycznie pierwsze na Słowacji popiersie oraz 190. rocznica powstania chłopskiego we wschodniej Słowacji.

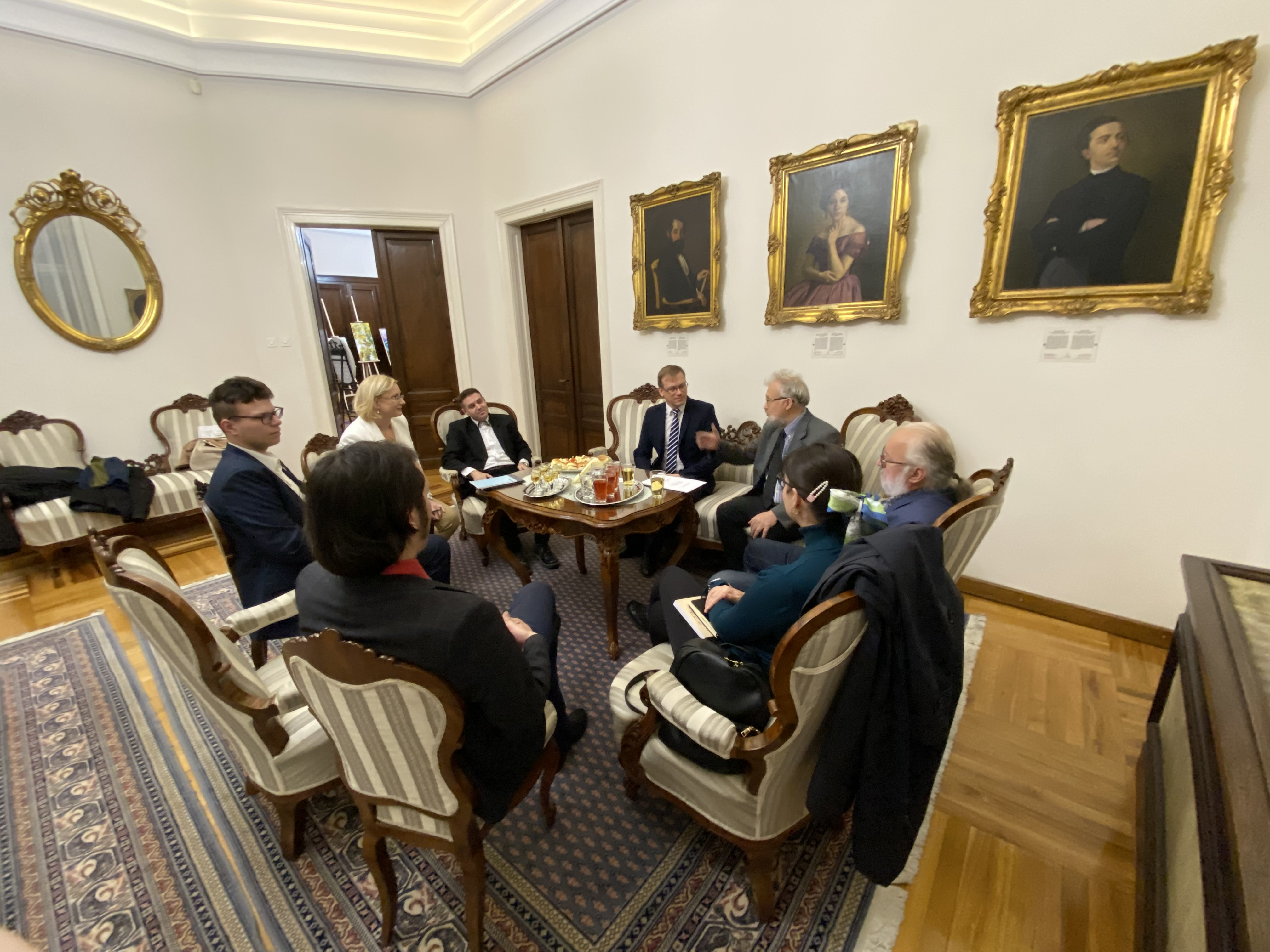
Delegacja Macierzy Słowackiej w Macierzy serbskiej

Macierz Słowacka upamiętniła okrągłą 160. rocznicę przyjęcia ważnego dokumentu emancypacyjno-politycznego, Memorandum Narodu Słowackiego. Po podręczniku kodyfikacyjnym, w wydawnictwie Matica ukazało się kolejne ważne słowackie dzieło językoznawcze – „Współczesny język dokumentalny”.
2022
Macierz Słowacka ogłosiła rok 2022 Rokiem dziedzictwa Štúrovców i z tej okazji przygotowała i wzięła udział w szeregu wydarzeń uroczystych, kulturalnych, edukacyjnych, turystycznych, wernisaże i wystawy, konferencje naukowe, odsłonięcie izb pamięci, tablice pamiątkowe, popiersie, publikowanie artykułów naukowych i popularnonaukowych, broszur popularnonaukowych i książek oraz przygotowywanie filmów dokumentalnych.
W Martinskiej Alei Aktorów Narodowych odsłonięto statua Štěpána Marko Daxnera.
We wrześniu 2022 r. po ogólnosłowackiej konferencji Dziedzictwo pokolenia Štúrové nastąpiło oficjalne otwarcie Biblioteki Matice slovenské.
W październiku 2022 r. Matica Słowacja obchodziła 260. rocznicę urodzin Antona Bernoláka w Nowym Zamku. Macierz Słowacka  upamiętniła także okrągłą rocznicę śmierci osobistości Vladimíra Clementisa, Vladimíra Mináča, Romana Kaliskiego i Jozefa Országha. Pavol Parenička otrzymał Narodową Nagrodę im Vojtecha Zamarovskégo w dziedzinie literatury faktu.
Macierz Słowacka otrzymała oficjalny Certyfikat Kwalifikowalności do Badań i Rozwoju, przyznany przez Ministerstwo Edukacji, Nauki, Badań i Sportu Republiki Słowackiej.
2023
Macierz Słowacka ogłosiła 2024 rok Rokiem Macierzy Słowacke (160. rocznicą powstania instytucji). Ponadto Matice upamiętniają 1400. rocznicę istnienia Państwa Samona i 1160. rocznicę przybycia Cyryla i Metodego na Państwo wielkomorawske oraz 30. rocznicę powstania niepodległej Republiki Słowackiej.  
Odbyło się uroczyste Zgromadzenie Macierzy Słowackiej, podczas którego zatwierdzono Program  Macierzy Słowackiej i zaktualizowano Statut Macierzy Słowackiej (najwyższą nagrodę otrzymał także słowacki kulturoznawca Dalimír Hajko).
Powstały dwa pola naukowe: Dział kulturalno-filozoficzny i słowiański.
W Bratysławie powstała Galeria Macierzy Słowackiej i zrewitalizowano Dział Sztuki Macierz Słowacka.
Macierz Słowacka upamiętniała rocznice osobistości Ambro Pietora, Martina Čulena, Daniela Minicha, Jozefa Podhradskiego, a także rocznicę rodziny Bernolákovców i rocznicę śmierci Antona Bernoláka.
Powstały także filmy wyprodukowane przez Centrum Informacyjne Matice o Františku Fugo, Vladimírze Hurbanie, Tomášie Červeň, Samie Tomášiku i Imrichu Sedláku. Matice wydawał także broszury z lat 160. Macierzy, 80. lat Neografii  oraz książki o Samuelu Jurkoviču i Peterze Kellnerze-Hostinskim.
Macierz Słowacka została zaproszona do Macierz srbská i Stowarzyszenia Pisarzy Serbskich, gdzie przedstawiła historię magazynu Slovak Views oraz rozszerzoną współpracę kulturalną między Serbią a Słowacją.
2024
Macierz Słowacka ogłosiła 2024 rok Rokiem Słowackich Kobiet w Ruchu Narodowym, a także opublikowała oficjalne logo z okazji 80. rocznicy Słowackiego Powstania Narodowego, 100. rocznicy urodzin Ladislava Tažkiego, 120. rocznicy urodzin Laco Novomeskiego, 160. rocznici urodzin Andreja Hlinki. W 2024 r. delegacja Macierzy Słowackiej wzięła udział w obchodach 160. rocznicy Macierzy Słowieńskiej w Lublanie. Macierz Słowacką odwiedził także ambasador Słowenii dr. Stanisław Raščan.
Wybitne osobistości słowackiej nauki Dalimír Hajko, Rudolf Dupkala i Josef Leikert zostali wybrani honorowymi przewodniczącymi Wydziału Kulturalno-Filozoficznego w Macierzy Słowackiej, której przewodniczy kulturolog Lukáš Perný. 
Artyści Macierzy Słowackiej wystawiali swoje prace w Strasburgu i Brukseli. Macierz Słowacką nawiązała współpracę z Ministerstwem Spraw Zagranicznych Republiki Słowackiej (Juraj Blanár). Magazyn Slovenské pohľady zmienił szatę graficzną i utworzono także osobną witrenę  slovenskepohlady.sk.
Macierz Słowacka upamiętniła rocznicę Matěja Bela (otwarcie izby pamięci, seminarium w Bratysławie), 200. rocznicę urodzin Martina Čulena w Čaku (konferencja), 150. rocznicę urodzin Eteli Bohuňovej, 105. rocznicę śmierci Milana Rastislava Štefánika, 85. rocznica tzw. Małej Wojny, 30. rocznica Ladislava Mňačka (imprezy upamiętniające w Bratysławie i konferencja w Rimavskiej Sobocie; Macierz Słowacka uhonorowała Josefa Leikerta za dorobek naukowy z tej okazji), 160. rocznicę urodzin Jozefa Murgaša (wykład), 180. rocznicę exodusu Štúrovców z Bratysławy do Lewoczy (spektakl teatralny, film dokumentalny) oraz wyjście Štúrovców na zamek Devín (przedstawienie turystyczno-edukacyjne dla studentów).
Macierz Słowacka wydała także reedycję katalogu do wystawy Štúrovci (ur. 1824), e-book o Danielu Minichu, Juraju Holčeku, Štefanu Zavodniku, prace zbiorowąm o Bernolákovcach, specjalne zeszyty ćwiczeń przeznaczone dla szkół na tematy Państwa Samona i Państwa wielkomorawskiego, Bernolákovców, Štúrovców, historii Macierzy, legionu czechosłowackiego i innych. Macierz Słowacka uczciła 80. rocznicę Słowackiego Powstania Narodowego wystawą dzieł sztuki na Ministerstwie Kultury Republiki Słowackiej, odsłonięciem statui (Kukorelli, Baľuta), filmem dokumentalnym, dramatyzacją teatralną i działalnością wydawniczą.

## Działacze
Do działaczy Macierzy należeli: Ján Francisci-Rimavský, biskup Stefan Moyses i Karol Kuzmany, a w późniejszym okresie Samuel Zoch, Michal Godra, Jozef Ľudovít Holuby, Karol Zechenter i inni.

## Prezydenci
- 1863–1869 Štefan Moyzes[68]
- 1870–1875 Jozef Kozáček[69]

Od 1919 roku na czele Macierzy stało 4 przewodniczących.
- 1919–1926 Matúš Dula[70]
- 1919–1921 Pavol Országh Hviezdoslav[70]
- 1919–1926 František Richard Osvald[70]
- 1919 Vavro Šrobár[70]
- 1922–1930 Jur Janoška[71]
- 1926–1943 Marián Blaha
- 1931–1939 Ján Vanovič[72]
- 1931–1949 Jozef Országh[73]
- 1945–1954 Jur Hronec[74]
- 1945–1950 Laco Novomeský[75]
- 1968–1973 Laco Novomeský
- 1973–1990 Vladimír Mináč[76]
- 1990 (od I do VII) Viliam Ján Gruska[77]
- 1990–2010 Jozef Markuš[78]
- 2010–2017 Marián Tkáč[79]
- od 2017 Marián Gešper[79]